# Druhá studená válka
Druhá studená válka (anglicky Cold War II) nebo nová studená válka (New Cold War) je termín odkazující k obnovenému politickému a vojenskému globálnímu napětí primárně mezi Ruskem a Západním světem. Na straně Ruska je to od roku 2021 potenciálně také Čína, na straně Západu Evropská unie (EU), Spojené státy americké (USA), Severoatlantická aliance (NATO) a další spojenci – např. Austrálie, Nový Zéland a Japonsko. Původní termín studená válka označoval globální konfrontaci západních států vedených Spojenými státy s bývalým východním blokem vedeným Sovětským svazem (SSSR) v letech cca 1947–1991, která nepřerostla v přímý vojenský konflikt. Termín druhá studená válka není všeobecně akceptován.
Podle úhlu pohledu je tento termín používán v různých zdrojích buď jako popis možného nebo nepravděpodobného budoucího stavu, zatímco další zdroje používají termín „druhá studená válka“ nebo jen „studená válka“ pro popis současného napětí, nepřátelství a politického soupeření mezi Ruskem a Spojenými státy, EU a dalšími zeměmi, které znatelně zesílilo od roku 2014. Dne 24. 2. 2022 Ruská federace zahájila invazi na Ukrajinu, od této doby se vztahy mezi Ruskem a Západem nadále zhoršují. Evropská unie společně s několika partnery zavedla proti Rusku nové sankce. Nyní se zvyšuje riziko jaderného konfliktu mezi Ruskem a NATO.
Někteří politologové a komentátoři zmiňují problémy s přirovnáním dnešní situace k první studené válce, někteří toto přirovnání úplně odmítají. Aktuální mezinárodní situace není podle nich srovnatelná se situací do roku 1985, tedy za éry Leonida Brežněva a před nástupem Michaila Gorbačova do vedení SSSR.

## Počátky

Tři hlavní světové mocnosti: USA, Rusko a Čína, potenciální účastníci druhé studené války.

V devadesátých letech Rusko po rozpadu Sovětského svazu procházelo vnitřními krizemi a hospodářským úpadkem, na jejich sklonku provázené kontroverzními vojenskými zásahy v Gruzii a Čečensku. Situace se zlepšila po roce 2000, kdy se stal prezidentem Vladimir Putin. Mnozí západní politici a komentátoři očekávali sbližování Ruska se Západem a v roce 2007 se ruský prezident poprvé účastnil Mnichovské bezpečnostní konference. Ta se však stala zvratem ve vnímání rusko-západních vztahů. Putin ve svém překvapivém projevu 10. února tvrdě zkritizoval Západ a zejména USA, kterému vyčítal monopolní globální dominanci a téměř nekontrolované užití síly v mezinárodních vztazích. Obvinil Západ z porušení údajné garance, že nedojde k rozšiřování NATO, které prezentoval jako bezpečnostní hrozbu pro Rusko. Kritizoval i zamýšlený evropský protiraketový obranný systém, jehož součástí měl být radar v Brdech, jako krok k nevyhnutelnému závodu ve zbrojení. Projev demonstroval sebevědomou ruskou pozici země na vzestupu s úmyslem vrátit se do pozice globálně významné velmoci a vyvolal debatu, zda jde o obnovení studené války či vyhlášení druhé studené války.

K NATO se od znovusjednocení Německa připojilo 15 nových členských států

Rusko protestovalo proti intervenci NATO v kosovské válce, proti anglo-americké invazi do Iráku, proti jednostrannému vyhlášení nezávislosti Kosova na Srbsku i proti vojenské intervenci v Libyi. Postupem času ho to začalo přivádět do sporů se Spojenými státy a jejich spojenci.
Někteří komentátoři o nové studené válce začali mluvit už v souvislosti s napětím vznikajícím během války v Jižní Osetii v roce 2008, kdy Rusko intervenovalo ve vnitrostátním konfliktu v sousední Gruzii. Nové úrovně dosáhl tento konflikt v důsledku ukrajinské krize od roku 2013 a zejména v roce 2014. Během událostí na Ukrajině začala Ruská federace vyvíjet aktivity hybridní války a připojila k Rusku území Krymu včetně Sevastopolu, přičemž tento krok odůvodnila posvátností tohoto území pro veškerý ruský lid a nutností ochrany ruského obyvatelstva před politikou vlády Arsenije Jaceňuka. Následně se Rusko zapojilo do války na východní Ukrajině.

## Současnost

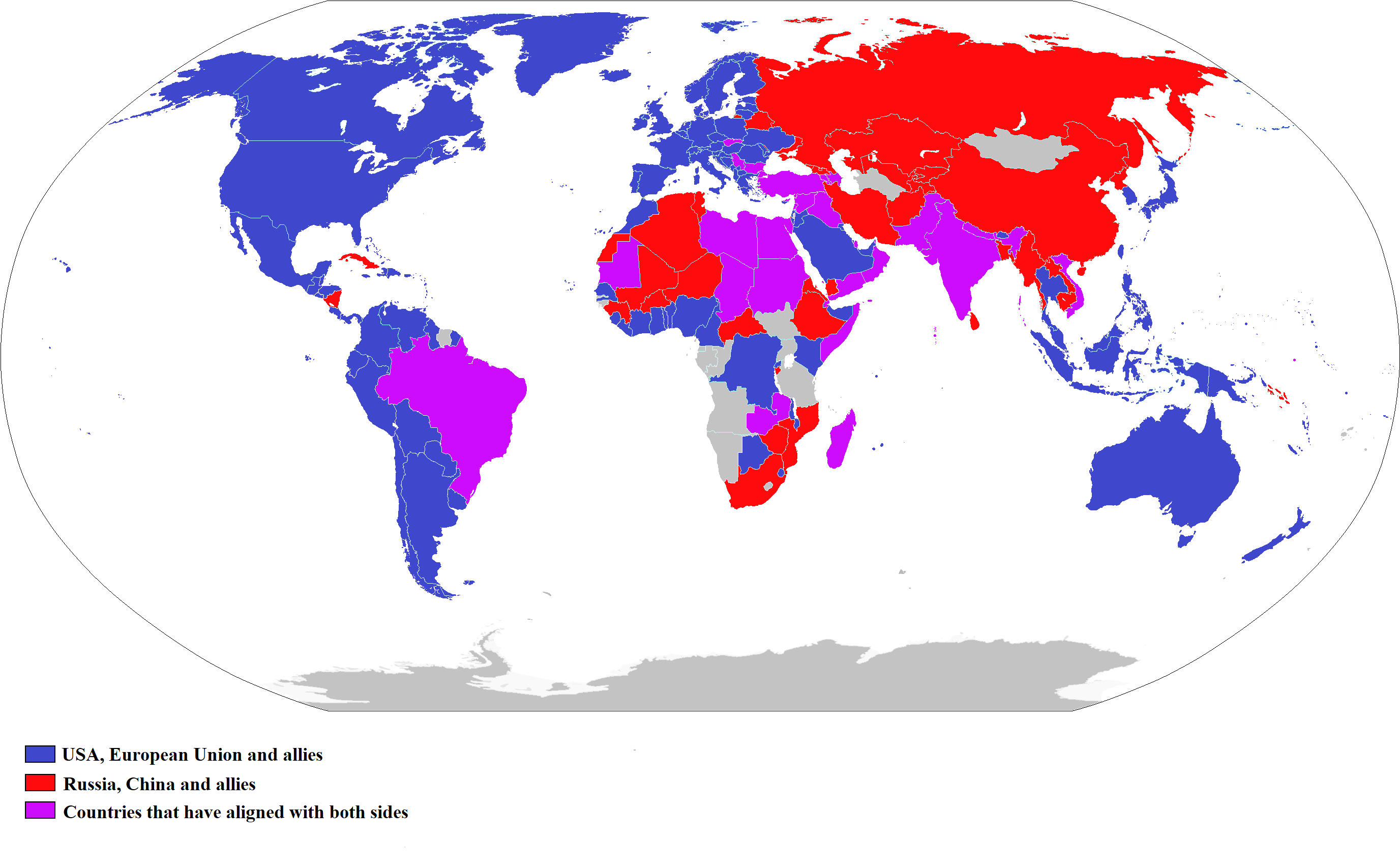
Geopolitické rozdělení světa:
členové NATO, ANZUS a spojenci USA
Rusko, Čína, členové OTSC a další spojenci
státy, které udržují kontakt s oběma stranami

Západní státy se obávají, že by se Rusko po své intervenci na východní Ukrajině mohlo pokusit obsadit pobaltské státy, kde jsou rovněž silné ruské menšiny, a to přesto, že všechny tři státy (Litva, Lotyšsko a Estonsko) jsou členy Severoatlantické aliance (NATO) a stojí pod její ochranou.
Rusko naproti tomu obviňuje Západ a především Spojené státy z vytváření unipolárního světa a vnucování svého diktátu ostatním zemím včetně Ruska namísto vzájemné spolupráce. Cílem USA je podle Ruska zamrazit stav světa po rozpadu Sovětského svazu a získat pro sebe politické a ekonomické výhody. Rusko tyto snahy, které označuje za novou studenou válku, odmítá a jako příklad multilaterality světa dává mj. partnerství Ruska a Číny.

## Rusko a zahraniční politika

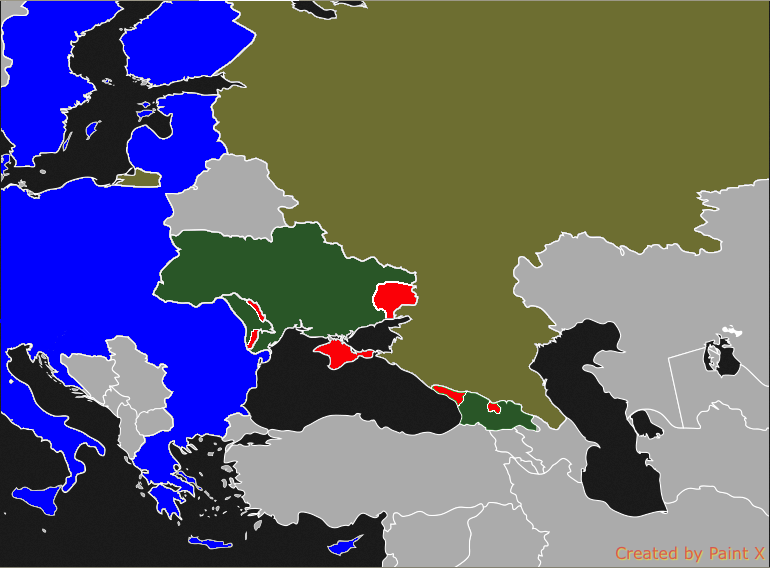
Červeně vyznačené oblasti s většinově ruským nebo prorusky orientovaným obyvatelstvem

V roce 2008 proběhla v Gruzii krátká válka, během níž po gruzínském útoku na pozice jihoosetinských a ruských ozbrojených sil obsadila ruská armáda část gruzínského území a následně Rusko uznalo dvě separatistické autonomní republiky v Gruzii jako samostatné státy. Tehdejší premiér Vladimir Putin obvinil Spojené státy americké, že jsou zodpovědné za eskalaci tohoto konfliktu. Spekulovalo se o tom, že podpora Gruzie vládou prezidenta George W. Bushe měla mj. za účel argumentativně zvýhodnit prezidentského kandidáta Republikánské strany Johna McCaina. Někteří komentátoři začali již tehdy mluvit o druhé studené válce mezi Ruskem a Západem.
Na území Moldávie, zejména však v Podněstří, žije třicetiprocentní menšina etnických Rusů. V roce 1990 se Podněstří fakticky odtrhlo od Moldávie (západní státy však tuto separaci neuznaly), mj. z obavy ze spojení země s Rumunskem. V roce 2008 se zde nacházelo asi 1 200 ruských vojáků. Tehdejší prezident Ruska Dmitrij Medveděv se v srpnu 2008 krátce po válečných událostech v Gruzii setkal s moldavským prezidentem Vladimirem Voroninem a sdělil mu, že jeho země si má na Podněstří nechat zajít chuť a že toto varování se týká i dalších Gruzii podobných případů. Prohlásil také, že „Rusko se nebojí perspektivy studené války, ale nechce ji,“ a že Rusko nehodlá vojensky zasahovat v dalších konfliktech bývalého sovětského prostoru. Už tehdy se ale s obavami ozvala například Ukrajina. Společným rysem obou dvou konfliktů – moldavského a ukrajinského – je či byla snaha obou zemí začlenit se do NATO.
Ruský prezident Vladimir Putin v říjnu 2014 obvinil Spojené státy, že chtějí oživit politická schémata z dob první studené války. Podle něj USA podnikají diktátorské pokusy o manipulaci veřejného mínění a řídí se právem silnějšího s cílem ovládnout svět a získat pro sebe politické a ekonomické výhody, což podle něj přináší přesně opačný efekt, a sice protitlak a odvetné akce. Kvůli absenci systému vzájemných závazků a dohod mezi mocnostmi vzniká podle Putina světová anarchie a s ní stoupá pravděpodobnost vzniku konfliktů s přímou či nepřímou účastí mocností. Vznik ukrajinské krize je podle něj jen jedním z mnoha příkladů takových postupů.

## Unipolární, bipolární a multipolární svět

Hospodářské sankce nasazené vůči Rusku

Ruský prezident Vladimir Putin prohlásil v únoru 2015, že Ruské federaci nevyhovuje jednopolární svět v čele s USA, ve kterém je Rusku blokován hospodářský rozvoj.
| „                | Válku, díky Bohu, nemáme. Ale zcela jasně existuje snaha zamezit různými prostředky našemu rozvoji, existuje snaha ‚zmrazit‘ světový pořádek, který vznikl v posledních desetiletích po rozpadu Sovětského svazu a v jehož čele je jediný nepochybný vůdce, který jím chce zůstat. Chce jím zůstat ve víře, že on může vše a ti druzí mohou jen to, co on jim dovolí a co je v jeho zájmu. | “ |
| — Vladimir Putin | |   |

Putin již v říjnu 2014 obvinil Spojené státy, že chtějí oživit politická schémata z dob první studené války. Podle něj USA podnikají diktátorské pokusy o manipulaci veřejného mínění a řídí se právem silnějšího s cílem ovládnout svět a získat pro sebe politické a ekonomické výhody, což podle něj přináší přesně opačný efekt, a sice protitlak a odvetné akce. Kvůli absenci systému vzájemných závazků a dohod mezi mocnostmi vzniká podle Putina světová anarchie a s ní stoupá pravděpodobnost vzniku konfliktů s přímou či nepřímou účastí mocností. Vznik ukrajinské krize je podle něj jen jedním z mnoha příkladů takových postupů.
V lednu 2015 se ruský ministr zahraničí Sergej Lavrov vyjádřil, že Západ si ve světě za každou cenu snaží udržet vedoucí pozici. Spojené státy podle něj razí filozofii „my jsme číslo jedna“ a namísto spolupráce volí diktát. Rusko podle něj ale novou studenou válku nechce a nepřipustí a jako výrazný prvek mezinárodní stability uvedl partnerství Rusko–Čína.

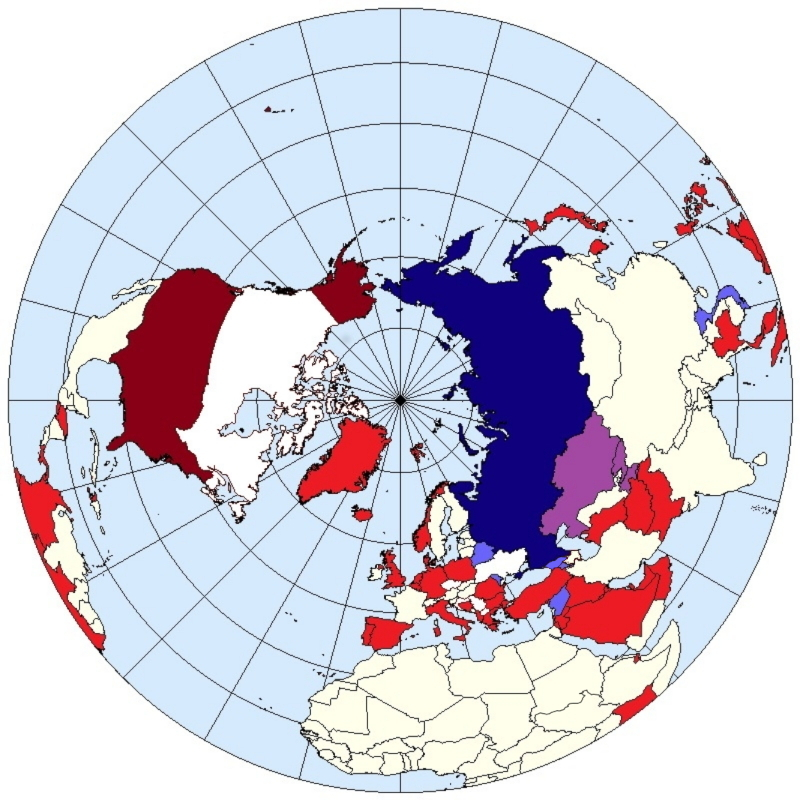
Přítomnost amerických a ruských vojenských základen v roce 2014

V říjnu 2016 Vladimir Putin pozastavil platnost dohod o likvidaci plutonia se Spojenými státy americkými z washingtonského summitu o jaderné bezpečnosti na jaře 2010. Podle této dohody mělo být na náklady USA zlikvidováno v obou zemích po 34 tunách plutonia a tento materiál přeměněn na jaderné palivo pro elektrárny. Takové množství by přitom stačilo k výrobě až 17 tisíc zbraní v každé z obou zemí. Rusko tak reagovalo na počínání Spojených států, kterým se cítí být ohroženo. Sergej Lavrov přesto ujistil, že Rusko neodstupuje od závazků ohledně jaderného odzbrojení a prohlásil, že plutonium, kterého nebude zapotřebí k zajištění obrany, zůstane mimo zbrojní aktivity. Lavrov vysvětlil, že jde o signál Spojeným státům, že nemohou počítat s tím, že budou jednat s Ruskem z pozice síly jazykem sankcí a ultimát a spolupracovat s Ruskem selektivně jen tam, kde je to pro USA výhodné.
Rusko v říjnu 2016 také zvažovalo obnovení základen na Kubě a Vietnamu, které opustilo po roce 2000. Už předtím také deklarovalo záměr vybudovat nové základny v Kyrgyzstánu, Tádžikistánu a Arménii.

## Mediální propaganda
Zpravodajský server colta.ru přinesl v září 2015 svědectví několika novinářů z ruských televizí, mezi nimi např. televizního producenta Stanislava Feofanova nebo nejmenovaného pracovníka Všeruské státní televizní a rozhlasové společnosti, která dokládají, že v období vlády Vladimira Putina se začala měnit novinářská práce v Rusku a začala být ovlivňována Kremlem. Už před rusko-gruzínskou válkou byl v mediálním obrazu budován protivník Ruska, kterým byl světový kapitál zosobněný do Rothschilda, Morgana apod. a jeho negativní vliv na Rusko, především na vývoj cen ropy nebo na špatné potraviny dovážené Rusům. V období gruzínské války Kreml vytvořil konkurenční prostředí mezi televizemi, které soutěžily kdo natočí exkluzivnější reportáž o válce. Veřejnost tehdy ale válku nepodpořila.
Kreml se poučil a vytvořil sjednocený propagandistický proud. Konkurenční televize začaly spolupracovat a vyměňovat si kontakty, záběry, informace a výsledkem je podle zpovídaných novinářů mj. i 86procentní podpora Putina. Někdy v únoru 2014 se do ruských médií z Kremlu dostala informace o nové studené válce horší než té předchozí, která nahradí dosavadní informační válku.

## Ukončení spolupráce a hluboké ochlazení vztahů
V dubnu 2014 se Severoatlantická aliance jednomyslně rozhodla v důsledku ukrajinské krize pozastavit praktickou spolupráci s Ruskou federací. V dubnu 2019 oznámil náměstek ruského ministra zahraničí Alexandr Gruško, že Rusko a Severoatlantická aliance přerušily vojenskou i civilní spolupráci. Zodpovědnost za to přisoudil Alianci. USA i Rusko si uvědomovaly hluboké ochlazení vztahů a tím i zvyšující se možnost konfrontace včetně jaderného konfliktu, pokud se nezintenzivní dialog mezi mocnostmi.
| „                                                                 | Pokud jde o vojenský konflikt s NATO, všichni rozumní lidé doufají, že k tomu nedojde. Byla by to katastrofa pro celé lidstvo. Jsem přesvědčen, že to chápou i ve Washingtonu a v Bruselu. | “ |
| — náměstek ruského ministra zahraničí Alexandr Gruško, duben 2019 | |   |